# ایمی کراوس رزنتال
ایمی کراوس رزنتال (انگلیسی: Amy Krouse Rosenthal; زاده ۲۹ آوریل ۱۹۶۵ – درگذشته ۱۳ مارس ۲۰۱۷) یک پدیدآور کتاب‌های کودکان و بزرگسالان، سازنده فیلم کوتاه و مجری برنامه رادیویی اهل ایالات متحده آمریکا بود. وی به خاطر کتاب خاطراتش "Encyclopedia of an Ordinary Life"، کتاب‌های مصور کودکان و پروژه سینمایی "The Beckoning of Lovely" شناخته می‌شود. وی از دانشگاه تافتس فارغ‌التحصیل شد و در شیکاگو زندگی می‌کرد. وی صاحب سه فرزند به نام جاستین، میلز و پاریس بود. رزنتال در روز ۱۳ مارس ۲۰۱۷ در سن ۵۱ سالگی در خانه خویش در شیکاگو بر اثر بیماری سرطان تخمدان درگذشت.

وی هنگامی که در روزهای پایانی عمرش به سر می‌برد، در یک سایت زوج‌یابی برای همسرش حساب کاربری باز کرد: 
"برای جیسون یک حساب کاربری درست می‌کنم و مشخصات و ویژگی‌های او را بر اساس تجربه خودم از زندگی با او در یک خانه در مدت ۹۴۹۰ روزی که با او بودم، فهرست می‌کنم."